# Rómaifürdő
Rómaifürdő Budapest egyik városrésze a III. kerületben. A városrész Duna-menti része egyben a Római-part nevű üdülőövezet déli szakasza is.

## Fekvése
Határai 2012-ig: Czetz János köz a Szentendrei úttól - Attila utca - Kalászi utca - Duna folyam - a MÁV esztergomi vonala - Szentendrei út a Czetz János közig.
2012. december 12-én határait úgy módosították, hogy az Aquincum római városhoz tartozó összes régészeti és műemlék terület Aquincum városrészhez kerüljön. Aztóta a kerületrész határai a következők: Czetz János köz - Attila utca - Kalászi utca a Duna folyamig - Duna folyam a vasútvonalig - vasútvonal-Péter utca meghosszabbítása a vasútvonaltól - 23152/45 hrsz.-ú ingatlan északkeleti telekhatára - 23215 hrsz.-ú ingatlan déli telekhatára - Szentendrei út.

## Története
A terület már a római korban ismert vízadó térség volt. Mai neve arra emlékeztet, hogy a rómaiak már a II. században fürdőházat építettek itt a Duna partján és innen látták el vízzel Aquincumot.
A források környékét szent helyként tisztelték és megtalálták a régészek a fürdő területén a szentély alapfalait is. A legutóbbi ásatások eredményeként előkerültek a forrásfoglalások nyomai, építmény részletei. Régészeti feldolgozásuk folyamatban van.
Mátyás király korában a területen levő tó partján kórház létesítéséről tudunk.
A víz a 15. században lőpormalmokat hajtott. A környék neve is Lőpormalomdűlő volt 1873-tól. A fürdőélet a 20. század elején alakult ki itt. 1965-ben nyílt meg a Rómafürdői strand.
A Monostori úttól délre a Pók utcai lakótelep vagy Római (Római úti) lakótelep 1984–1989 között épült, többnyire korábban mezőgazdasági és zártkertes besorolású területre. 4390 darab lakásában megközelítőleg 12400-an élnek.
A Fővárosi Közgyűlés 2012 december 12-én határait úgy rajzolta újra, hogy az Aquincum római városhoz tartozó összes régészeti és műemlék terület Aquincum városrészhez kerüljön.